# Casa de Câmara e Cadeia de Cachoeira
A Casa de Câmara e Cadeia de Cachoeira, também conhecido como Paço Municipal, é um sobrado histórico na cidade de Cachoeira, Bahia. Foi construído entre 1698 e 1712 e hoje abriga a Câmara Municipal e o Museu da Câmara. O prédio foi tombado pelo Instituto do Patrimônio Histórico e Artístico Nacional (IPHAN) em 1939, através do processo de número 199, recebendo tombo histórico (Inscrição 127/1939).

## Histórico
O prédio foi construído para ser a sede do governo local, sobre terrapleno que domina a Praça da Aclamação. Passou por reformas em 1789, sendo por duas vezes sede do Governo Legal da Província. Teve papel de destaque em 1822, pois em seu interior D. Pedro I foi aclamado Regente e Defensor do Brasil.

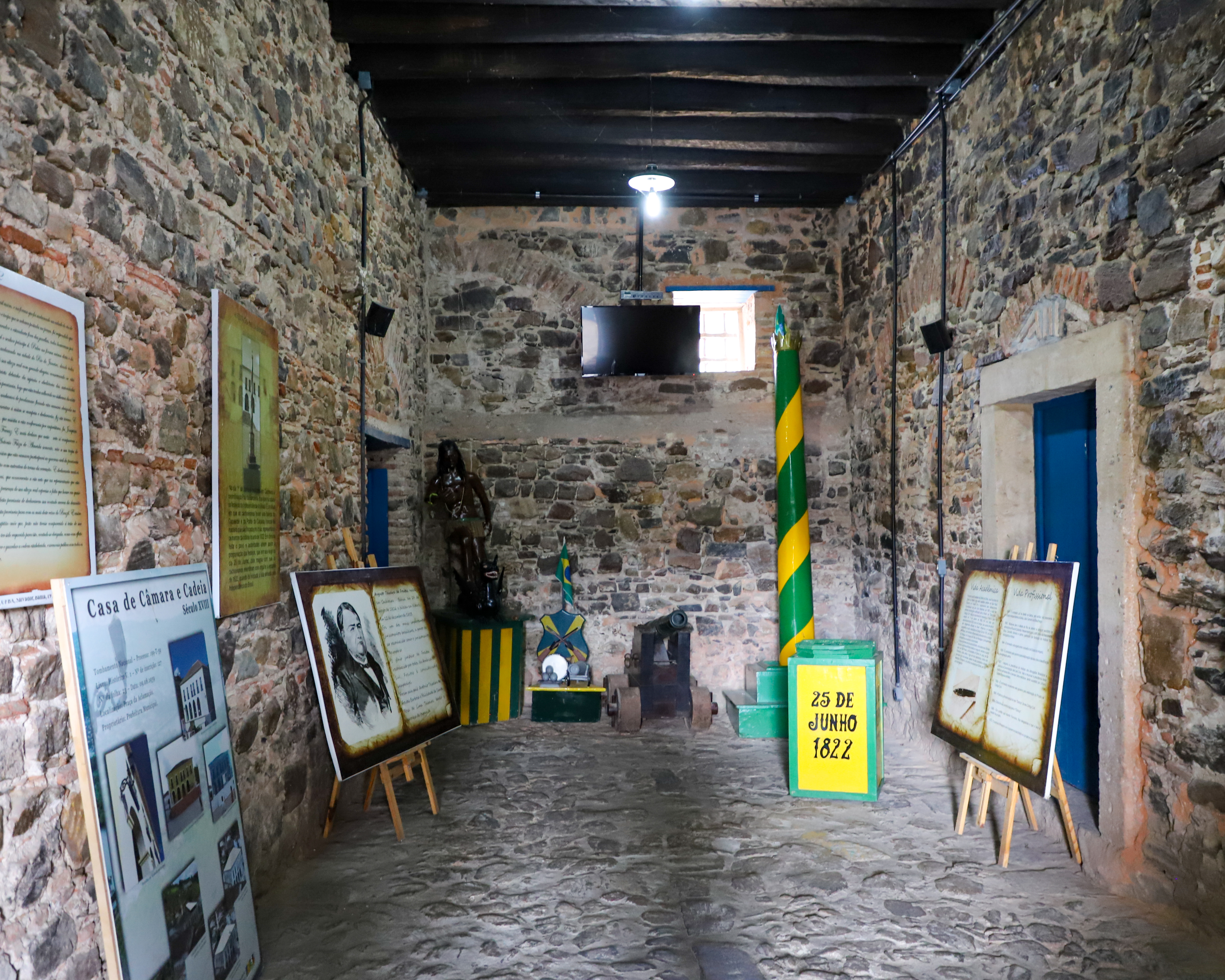
Museu da Câmara, localizado no local.

## Arquitetura
Possui planta retangular com escadaria de pedra e dois pavimentos. No térreo localizam-se as celas da cadeia e um pórtico, e no primeiro pavimento estão as instalações da Câmara e duas salas de cadeia para presos ilustres. A fachada é caracterizada pela distribuição irregular dos vãos, com janelas protegidas por caixilharia em guilhotina ou robustas grades de ferro.

Possui ainda telas importantes como o “Retrato de D. Pedro II”, de José Couto e “O primeiro passo para a independência da Bahia”, de Antônio Parreiras.